# Расселение чувашей в России
В Чувашской Республике проживает примерно половина всех чувашей, живущих в России, остальные проживают практически во всех регионах России, а небольшая часть — за пределами Российской Федерации.
Ниже представлены регионы России, расположенные по убыванию численности проживающего в них чувашского населения:
| Регион                | Общая численность чувашей | % от населения |
| --------------------- | ------------------------- | -------------- |
| Чувашия               | 889487                    | 67,7           |
| Татарстан             | 126532                    | 3,3            |
| Башкортостан          | 117317                    | 2,86           |
| Ульяновская область   | 111300                    | 6,8            |
| Самарская область     | 101358                    | 6,2            |
| Тюменская область     | 30205                     | 0,89           |
| Оренбургская область  | 17211                     | 0,67           |
| Красноярский край     | 16859                     | 0,57           |
| Саратовская область   | 15956                     | 0,62           |
| Кемеровская область   | 15480                     | 0,55           |
| Московская область    | 12503                     |                |
| Нижегородская область | 11364                     |                |
| Волгоградская область | 8439                      |                |
| Марий Эл              | 7418                      |                |
| Пермский край         | 7124                      | 0,26           |
| Пензенская область    | 6738                      |                |
| Санкт-Петербург       | 6009                      |                |
| Омская область        | 4191                      | 0,2            |
| Кировская область     | 1856                      |                |
| Астраханская область  | 1185                      |                |
| Мордовия              | 1097                      |                |

## История

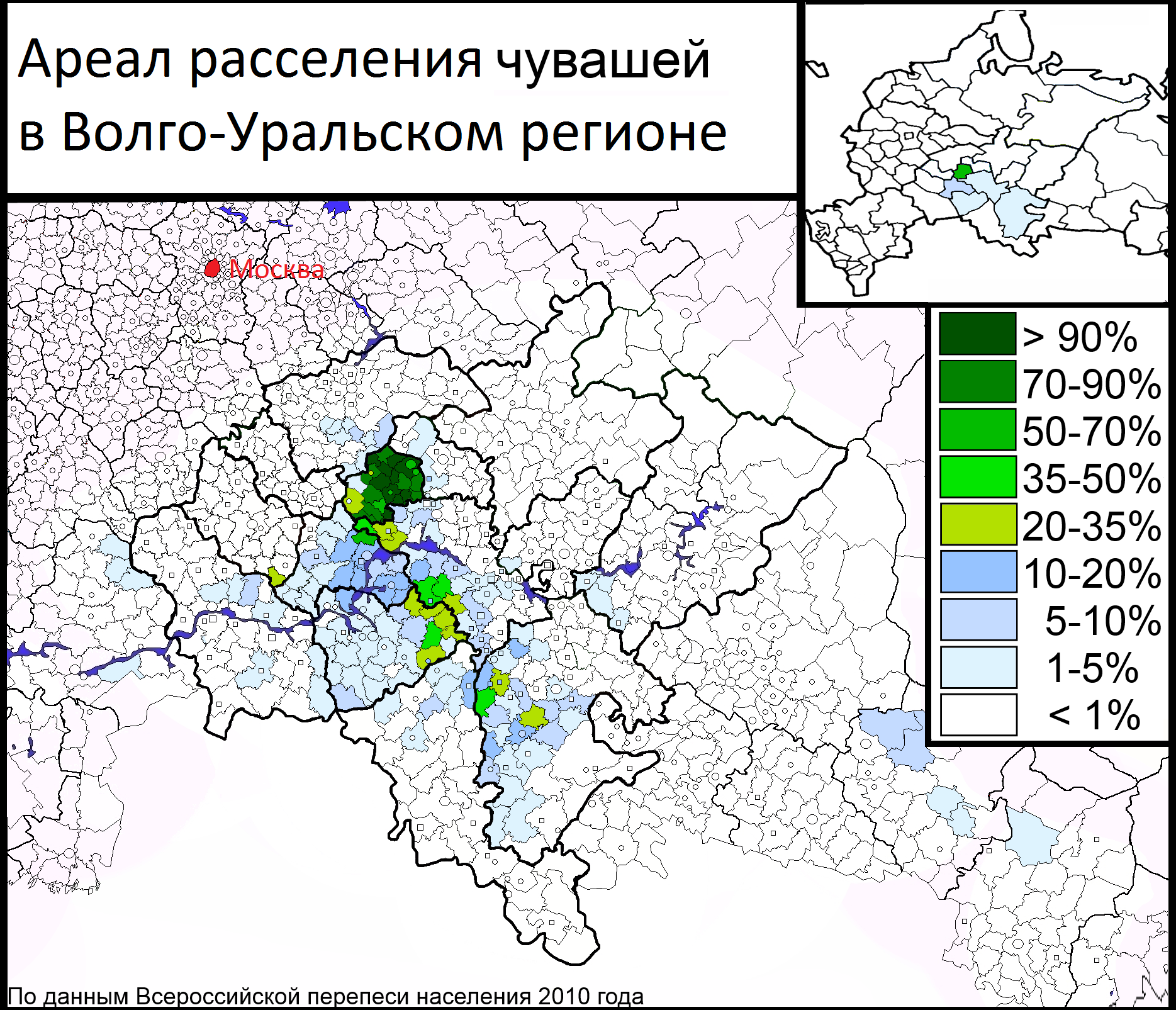
Ареал расселения чувашей в Волго-Уральском регионе. По данным Всероссийской переписи населения 2010 года.

## Приволжский округ

### Чувашия
Чувашей в Чувашии проживает 889,3 тыс. чел., что составляет 67,69 % от населения республики.

### Татарстан
Чуваши Татарстана расселены на правобережье Волги, левобережье Камы и на территории южных и юго-восточных районов республики. Численность — 126532 (2002). За 1989—2002 гг. она уменьшилась на 5,8 %. В республике 19 городов, более 20 поселков городского типа и 43 административных сельских района. Чуваши компактно проживают в Нурлатском (15771 чел.), Аксубаевском (14636), Дрожжановском (12312), Буинском (10293), Тетюшском (6155), Алькеевском (4903), Черемшанском (4888), Альметьевском (2599), Бавлинском (2592), Апастовском (1776) и Зеленодольском (1625 чел.) районах.
Чувашских деревень в республике насчитывается около 170, среди них Старые Савруши, Новое Аксубаево, Старая Киреметь, Сунчелеево, Емелькино, Старый Чувашский Адам, Старое Узеево в Аксубаевском районе, Старая Тумба, Чувашское Бурнаево, Старая Тахтала и Борискино в Алькеевском районе, Клементейкино, Ерсубайкино и Старое Суркино в Альметьевском районе, Альшеево, Рунга, Чувашские Кищаки, Большое Шемякино, Бюрганово в Буинском районе, Старое Ильмово, Убей, Чувашское Дрожжаное, Городище и Матаки в Дрожжановском районе, Аксумла, Елаур, Илюткино, Средняя Камышла, Егоркино, Салдакаево, Биляр Озеро, Якушкино, Ерепкино, Чувашская Менча, Тарн Вар, Старое Иглайкино в Нурлатском районе, Кошки-Новотимбаево, Богдашкино, Исково, Тоншерма, Верхние Тарханы, Чувашское Черепаново в Тетюшском районе, Ивашкино, Кармалка, Ульяновка, Новое Ильмово, Лагерка в Черемшанском районе, Чувашский Елган и Нижняя Кондрата в Чистопольском районе. А в 137 селениях чуваши проживают совместно с русскими, татарами, а также мордвой. Значительно количество чувашей проживают в городах Казань (12457 чел.), Набережные Челны (12593 чел.), Нижнекамск (5780), Нурлат (4653), Бугульма (2112), Буинск (1823), Чистополь (1399), Тетюши (1226) и Зеленодольск (1197).
Действуют чувашские автономии: Чувашская национально-культурная автономия Республики Татарстан (Казань), Чувашский общественно-культурный центр имени П. П. Хузангая (Казань), Тетюшский чувашский национально-культурный центр Республики Татарстан (Тетюши), Чувашский национальный центр (Бавлы), Чувашская национально-культурная община (Набережные Челны), Чувашский общественно-культурный центр (Нижнекамск), Чувашский национально-культурный центр Аксубаевского района (с. Новое Аксубаево). Издаются газеты на чувашском языке. Некоторые официальные районные газеты дублируются на чувашском («Байрак», «Дуслык»).

### Башкортостан

Чуваши Башкортостана насчитывают 117317 человек (2002). За 1989—2002 годы численность чувашей практически не изменилась. Сильный приток чувашей в Башкирию наблюдался в XVI—XIX вв. Они расселены здесь сравнительно компактными массивами в основном в западных, юго-западных и центральных районах. В республике 17 городов. Чуваши проживают в г. Уфа (12312 чел.), Стерлитамак (12200 чел.), Белебей (5992 чел.), Салават (3711 чел.), Мелеуз (2778 чел.), Октябрьский (2384 чел.) и Кумертау (2346 чел.). Из 54 районов республики в 22-х районах компактно расселено чувашское население: на территории Аургазинского (12527 чел.), Бижбулякского (10428 чел.), Стерлитамакского (4942 чел.), Кармаскалинского (4779 чел.), Белебеевского (3942 чел.), Миякинского (3285 чел.), Гафурийского (3192 чел.), Ермекеевского (2912 чел.), Шаранского (2687 чел.) и Федоровского (2384 чел.) районов. В Башкортостане 192 чисто чувашских населенных пункта, со смешанным составом — 72: 38 — чувашско-русских, 14 — чувашско-татарских, 9 — чувашско-башкирских, 7 — чувашско-мордовских, 3 — чувашско-украинских и 1 — чувашско-русско-башкирский. По языку и культуре они относятся к группе низовых чувашей, хотя имеются и единичные поселения верховых.
Наиболее крупными и старинными населенными пунктами республики с чувашским населением являются такие селения, как Бишкаин (1209 чел.), Новофедоровка (752 чел.), Чувашские Карамалы (846 чел.), Месели (692 чел.), Шланлы (752 чел.), Наумкино (690 чел.) в Аургазинском районе, Старые Маты (1149 чел.) в Бакалинском районе, Слакбаш (512 чел.) и Ермолкино (530 чел.) в Белебеевском районе, Бижбуляк (5191 чел.), Базлык (1063 чел.), Кош-Елга (900 чел.), Кистенли-Богдановка (652 чел.), Зириклы (568 чел.) в Бижбулякском районе, Антоновка (620 чел.) и Мраково (691 чел.) в Гафурийском районе, Суккулово (877 чел.) в Ермекеевском районе, Васильевка (756 чел.) в Ишимбайском районе, Сихонкино (867 чел.) и Ефремкино (734 чел.) в Кармаскалинском районе, Кривле-Илюшкино (582 чел.) в Кумертауском районе, Кожай-Семеновка (711 чел.) и Новые Карамалы (692 чел.) в Миякинском районе, Косяковка (646 чел.) и Ишпарсово в Стерлитамакском районе, Новоселка (700 чел.) в Федоровском районе, Юмашево (769 чел.) в Чегмагушевском районе, Наратасты (759 чел.) и Дюртюли (507 чел.) в Шаранском районе.
Работают чувашские культурные центры в Уфе, Стерлитамаке и в Ишимбае.

### Ульяновская область
Чувашей в Ульяновской области проживает 111 316 чел., что составляет 8,0 % от населения области. Чуваши проживают в основном в Ульяновске, Димитровграде и компактно в Цильнинском, Майнинском, Новомалыклинском, Сенгилеевском, Кузоватовском, Мелекесском, Ульяновском, Тереньгульском, Чердаклинском районах. Имеются населённые пункты с преобладанием чувашей. Работают школы с преподаванием чувашского языка. Работают чувашские культурные центры. Издаются газеты на чувашском языке. Чуваши — одна из основных этнических групп Ульяновской области. По данным переписи населения 1989, составляют 8,3 % населения. Для сравнения: в 1897 — 10,3 % населения Симбирской губернии. Наиболее компактно проживают в Цильнинском районе — 58,8 % населения, а также в Павловском, Новомалыклинском, Мелекесском, Барышском.
Расселение чувашей по районам области:
| Район             | Доля чувашей |
| ----------------- | ------------ |
| Базарносызганский | 2,5          |
| Барышский         | 9,0          |
| Вешкаймский       | 2,0          |
| Инзенский         | ?            |
| Карсунский        | 2,0          |
| Кузоватовский     | 1,5          |
| Майнский          | 20,0         |
| Мелекесский       | 16,0         |
| Николаевский      | 2,2          |
| Новомалыклинский  | 18,6         |
| Новоспасский      | 2,0          |
| Павловский        | 3,5          |
| Радищевский       | 1,4          |
| Сенгилеевский     | 16,0         |
| Старокулаткинский | ?            |
| Старомайнский     | 7,7          |
| Сурский           | 4,0          |
| Тереньгульский    | 12,0         |
| Ульяновский       | 13,0         |
| Цильнинский       | 58,0         |
| Чердаклинский     | 10,0         |

### Оренбургская область
По численности чуваши Оренбургской области составляют 17211 человек (2002). С 1989 по 2002 гг. их число уменьшилось на 20 %. Чуваши компактно живут в северном, северо-восточном и северо-западном районах области. Формирование группы чувашей происходило в XVII—XIX вв. Сюда чуваши переселились из Закамья, Самарского Заволжья и других районов. В послевоенные годы практически не наблюдалось миграционного притока чувашей извне, за исключением периода середины и второй половины 1950-х гг., когда сюда организованно прибывали чуваши на освоение целинных земель и в последующем частично оседали в целинных совхозах. В области насчитывается 11 городов и 35 административных сельских районов. Чуваши живут в г. Оренбург (1977 чел.), Орск (1870 чел.), Новотроицк (10250 чел.), Абдулино (780 чел.), Бузулук (748 чел.) и Бугуруслан (629 чел.).
Сельские чуваши проживают в 13 однонациональных и 41 национально-смешанных селениях. В основном в Абдулинском (2922 чел.), Грачевском (1402 чел.), Сорочинском (1234 чел.), Курманаевском (1050 чел.), Бугурусланском (638 чел.) и Матвеевском (588 чел.) районах. В число старинных и сравнительно крупных селений входят Пронькино (1133 чел.), Артемьевка (769 чел.), Нижний Курмей (578 чел.), Исайкино (418 чел.), Николькино (383 чел.), Самаркино (403 чел.), Верхнеигнашкино (687 чел.).
Работает чувашский культурный центр.

### Пермский край
Чувашей в Пермском крае проживает 7 124 чел., что составляет 0,26 % от населения края. Чуваши компактно проживают в Куединском, Чернушкинском, Еловском и Чайковском районах. В них 24 селения, в которых проживают чуваши. В деревнях Малые Кусты, Коровино (Куединский р-он) и Шишовка (Чернушкинский р-он) чуваши составляют подавляющее большинство. Значительная часть живёт в краевом центре. Работает Национально-культурная автономия чувашей Прикамья «Юрату» (д. Дойная, Куединский район)

### Самарская область
Чуваши являются третьим по численности народом Самарской области. По переписи населения 2010 г. в Самарской области проживало 84 тыс. 105 чувашей. Чуваши компактно проживают в Исаклинском (37,77 % от населения района),Шенталинском (34,69 %), Клявлинском (30,6 %), Челно-Вершинском (29,72 %), Кошкинском (27,69 %), Похвистневском (23,25 %), Шигонском (14,51 %), Сергиевском (9,65 %), Большечерниговском (6,18 %), Камышлинском (5,2 %) районах и в г. Похвистнево (13,03 % от населения города).
Работает чувашский культурный центр.

### Саратовская область
В Саратовской области проживают 15956 чувашей (2002). В основном они расселены в северной части области. За 1989—2002 гг. численность чувашей уменьшилась на 22,3 %. В области насчитывается 17 городов, более 20 поселков и 38 административных районов. Городские чуваши в большинстве своем проживают в г. Саратов (2648 чел.), Балаково (1523 чел.), Энгельс (624 чел.), Вольск (562 чел.) и в поселке Базарный Карабулак (339 чел.). Основная часть чувашей проживает в сельской местности. Они расселены в той или иной мере во всех административных районах области.
Сравнительно весомо представлены они в Базарно-Карабулакском (2776 чел.), Вольском (1115 чел.), Энгельском (638 чел.), Балаковском (592 чел.), Пугачевском (568 чел.) и Хвалынском (533 чел.) районах. В области насчитывается 9 селений с чувашским населением. Практически все они имеют многонациональный состав. В числе наиболее крупных и старинных чувашских поселений области следует назвать с. Казанла (946), Шняево (566) и Белая Гора (443) в Базарно-Карабулакском районе, с. Калмантай (620) в Вольском районе.
Есть чувашская национально-культурная автономия «Ентеш».

### Удмуртия
В республике проживают 2 764 чуваша (2002). Расселены они в городах Ижкар (Ижевск) и Сарапул, а также в Граховском районе: сёла Благодатное (Пархатар) и Чуваш Шуберь. На территории Удмуртии чуваши массово проявляются сравнительно поздно — в начале 20 века в период Столыпинских реформ. Переселенцы (в основном из нынешних Цивильского, Урмарского и Янтиковского районов Чувашии) основали ряд населённых пунктов, купив свободные земли на территории современного Граховского района. И сегодня Граховский район — единственное место в Удмуртии, где чуваши живут компактно. С 1993 года работает общественная организация " Чувашский национальный центр ". В селе Чуваш Шуберь действуют чувашская школа, фольклорный ансамбль, отмечаются национальные праздники. В Благодатном ведётся обучение на чувашском языке в школе и детском саду.

### Пензенская область
В Пензенской области проживают 6738 чувашей (2002). За 1989—2002 гг. их численность уменьшилась на 5,7 %. В области насчитывается 10 городов и 28 административных районов. Численность чувашей-горожан составляет 23,6 %. Практически все они живут в двух городах — Пензе (773 чел.) и Кузнецке (585 чел.). Сельские чуваши полностью размещаются в одном районе — Неверкинском (4739 чел.). Всего же в области насчитывается 6 сельских поселений с чувашскими жителями, в двух из них (Старая Андреевка и Неверкино) они живут вместе с русскими. Значительна численность чувашей в с. Илим-Гора (698 чел.), Бикмурзино (840 чел.) и в райцентре Неверкино (4515 жителей, из них 35 % чуваши).
Работает чувашский культурный центр.

### Нижегородская область
В Нижегородской области проживают 11364 чуваша (2002). За 1989—2002 гг. она уменьшилась на 6,6 %. Чуваши расселялись в основном на территории восточных и юго-восточных районов области, то есть на землях вдоль её границы с Чувашией. В области 25 городов и 47 административных районов. Основная часть чувашей проживает в Нижнем Новгороде (3495 чел.). Чуваши-селяне в большом количестве живут в Воротынском (1275 чел.), Княгининском (765 чел.), Пильнинском (685 чел.), Больше-Мурашкинском (516 чел.), Перевозском (434 чел.) и Бутурлинском (429 чел.) районах. В области насчитывается 18 небольших поселений с чувашским населением. Чисто чувашскими являются поселки Петровский, Казанский и Шереметьево Воротынского района, остальные имеют смешанный состав жителей.

### Мордовия
В республике проживают 1 097 чувашей (2002).Большая часть чувашей Мордовии проживает в городских поселениях: Саранск (542) и Рузаевка (112).

### Кировская область
В Кировской области проживают 1856 чувашей (2002). За 1989—2002 гг. численность уменьшилась на 29,6 %. В области чуваши расселены распыленно, в основном в рабочих поселках при леспромхозах. В г. Кирове живут всего 574 чуваша. Ни в одном из 39 административных районов численность чувашей не превышает 100 человек. Больше всего чувашей в Яранском (93 чел.) и Нагорском (83 чел.) районах.

### Марий Эл
В республике проживают более 7 500 чувашей. Из них около 2 тыс. — в столице, в Волжске − 1300 и в Звенигово — менее 2 тыс. Сельчане расселены на юге республики вдоль границы по Волге и в Горномарийском районе. В республике насчитывается 14 селений с чувашскими жителями.

## Уральский округ

### Челябинская область
Чувашей в Челябинской области проживает 9 483 чел., что составляет 0,27 % от населения области.

### Тюменская область
Чувашей в Тюменской области проживает 30 205 чел., что составляет 0,89 % от населения области. Работает чувашский культурный центр.

## Сибирский округ

### Иркутская область
В области проживают более 7,5 тыс. чувашей: в г. Иркутске — 1,3 тыс., г. Братске — 1,2 тыс.
Более 500 чувашей проживают в Зиминском, Тайшетском, Куйтунском, Нижнеилимском районах и в г. Ангарск.
С 1990 года активно действует Чувашский культурный центр «Юлташ». Ежегодно в старинном чувашском селе Ново-Летники Зиминского района (основано в 1907 году переселенцами из Казанской губернии во времена Столыпинской аграрной реформы) проводится весенний праздник сохи — Акатуй.
Населенные пункты с высокой долей чувашей — Жогино, Заславское, Ново-Летники, Ташлыково.

### Красноярский край
Чувашей в Красноярском крае проживает 16 858 чел., что составляет 0,57 % от населения края.

### Кемеровская область
Чувашей в Кемеровской области проживает 15480 чел, что составляет 0,55 % от населения области.
Центром чувашской культуры стала деревня Михайловка Прокопьевского района (Кемеровский областной чувашский общественно-культурный центр).

## Центральный округ

### Город Москва
Чувашей в Москве и Московской области проживает около 50 тысяч.

### Московская область
По данным переписи 2002 года чуваши (всего более 12,5 тыс.) компактно проживают в следующих районах Московской области:
Ногинский (3200), Люберецкий (850), Одинцовский (600), Сергиево-Посадский (505), Раменский (465), Щёлковский (438), Ленинский (437), Балашихинский (422), Наро-Фоминский (400).

## Диаспоры чувашей в мире

### Беларусь
9 февраля 2007 года в Белоруссии образовано общество чувашей «Шупашкар».
По переписи 2009 года, в Республике Беларусь проживало 1277 чувашей — 221 в Витебской области, 207 в Минске, 198 в Минской области, 179 в Брестской области, 167 в Гомельской области, 156 в Гродненской области, 149 в Могилёвской области. 929 чувашей проживало в городской местности, 348 — в сельской. Пик численности чувашей в стране пришёлся на 1989 год — 3323 человека.

### Эстония
В Республике Эстония работает национально-культурное общество чувашей «Нарспи».
- Тарай — чувашская музыкальная группа (г. Таллинн).